# Aggio (finanza)
L'aggio in campo economico indica sia il maggior valore di una moneta nei confronti di un'altra, sia il maggior valore di mercato che può acquistare l'oro in confronto alla carta moneta o anche, in casi assai rari, la moneta in confronto all'oro. Quest'ultimo fenomeno si verifica in un regime monetario a carta moneta convertibile (nel quale cioè è possibile convertire la divisa nazionale in oro). 
Storicamente l'aggio di una moneta sull'oro si verificò ai tempi del terzo governo Giolitti (triennio 1906-1909) quando la lira, in una situazione di buon andamento dell'economia e di solidità finanziaria, deteneva un valore nominale superiore all'oro.
In campo finanziario indica la differenza tra la quotazione più alta di un'obbligazione ed il valore nominale della stessa. 
L'aggio è anche la percentuale sulle somme riscosse che gli esattori delle imposte sono autorizzati a trattenere a titolo di compenso forfettario per il servizio prestato. Un esempio di categoria che viene retribuita con gli Aggi sono le Rivendite di Generi di Monopolio di Stato, più comunemente chiamate Tabaccherie, che hanno moltissimi casi specifici di Aggi.